# Sorgà
Sorgà ist eine Gemeinde in der italienischen Provinz Verona, Region Venetien, mit 2178 Einwohnern (Stand 31. Dezember 2023). Sorgà umfasst die Fraktionen Bonferraro, Pampuro und Pontepossero.

## Söhne und Töchter der Stadt
In Bonferraro wurde der italienische Autorennfahrer Antonio Ascari (1888–1925) geboren.